# ماوریس مرسمان
ماوریس مرسمان (انگلیسی: Maurice Meersman; ۱۷ فوریهٔ ۱۹۲۲ – ۱۳ دسامبر ۲۰۰۸) دوچرخه‌سوار اهل بلژیک بود.